# Atractus cerberus
Atractus cerberus — вид змій родини полозових (Colubridae). Ендемік Еквадору. Описаний у 2017 році.

## Поширення і екологія
Atractus cerberus відомі з типової місцевості, розташованої в районі Пакоче в еквадорській провінції Манабі, на висоті 280 м над рівнем моря.